# Sporobolus compactus
Sporobolus compactus là một loài thực vật có hoa trong họ Hòa thảo. Loài này được Clayton miêu tả khoa học đầu tiên năm 1971.